# Антрона Скиеранко
Антро̀на Скиера̀нко (на италиански: Antrona Schieranco, на местен диалект: Antruna, Антруна, на пиемонтски: Antrona, Антрона) е село и община в Северна Италия, провинция Вербано-Кузио-Осола, регион Пиемонт. Разположено е на 902 m надморска височина. Населението на общината е 476 души (към 2011 г.).